# Куликовский сельский совет (Городнянский район)
Куликовский сельский совет (укр. Куликівська сільська рада) — входит в состав
Городнянского района
Черниговской области
Украины.
Административный центр сельского совета находится в 
с. Куликовка
.

## Населённые пункты совета
- с. Куликовка